# Bernd Jäger
Bernd Jäger, född den 18 november 1951 i Kahla i Tyskland, är en östtysk gymnast.
Han tog OS-brons i lagmångkampen i samband med de olympiska gymnastiktävlingarna 1976 i Montréal.